# Anselmo ha fretta
Anselmo ha fretta è un film del 1949 diretto da Gianni Franciolini.
Dato l'insuccesso commerciale, fu ridistribuito nel 1950 col titolo La sposa non può attendere, con cui viene trasmesso in televisione ed è oggi maggiormente noto.
Con questo film Franciolini si inserì con successo nel filone rosa del neorealismo, probabilmente per l'influenza di Cesare Zavattini, uno degli sceneggiatori insieme con Steno, Mario Monicelli e Antonio Pietrangeli.

## Trama
Anselmo Brunelli è un benestante uomo d'affari di Roma, molto attento a programmare tutti gli aspetti della sua vita. Deve recarsi a  San Biagio (paese probabilmente immaginario) per sposarsi con Donata Venturi. In prossimità della meta viene fermato da alcuni passanti che gli chiedono aiuto per salvare una ragazza che si è appena buttata nel fiume. Anselmo è perplesso, poiché per salvare la ragazza rischia di arrivare tardi al suo matrimonio, ma poi si decide a tuffarsi.
Dopo le prime cure in una famiglia di contadini, Anselmo viene informato che la ragazza è incinta e si rende disponibile ad accompagnarla alla stazione per consentirle di ritornare a casa. La ragazza, di nome Maria, gli confessa di essersi concessa soltanto per amore e di non aver voluto costringere il suo amante a sposarla, pur aspettando un bambino. Dalla stazione Anselmo telefona a Donata raccontandole di aver avuto un piccolo incidente di macchina. Quando però sta per ripartire viene richiamato dal capostazione perché la ragazza è svenuta per le doglie.

Odile Versois e Gino Cervi

Decide di portarla al vicino convento di suore, dove tutte pensano che sia lui il padre del bambino. Per il parto è necessario chiamare la levatrice e Anselmo si reca a cercarla a San Biagio. Gli invitati al suo matrimonio lo riconoscono e lo portano in chiesa dove lo stanno aspettando ormai da ore. Finalmente il matrimonio viene celebrato, ma durante il pranzo di nozze arrivano le suore in cerca del medico presente tra gli invitati. Donata e la sua famiglia scoprono che è stato Anselmo a portare Maria al convento e pensano anche loro che sia stato lui a sedurla.
Per salvare le apparenze e per un puro calcolo di convenienza i familiari di Donata decidono di ignorare l'accaduto e inviare un po' di denaro alla ragazza, convinti che lo scandalo possa essere evitato e che i coniugi si possano riappacificare rapidamente. Invece Anselmo, profondamente colpito dai sentimenti veri di Maria, non è più disposto a tollerare la finzione e la mancanza di fiducia da parte della moglie e si allontana dalla stanza coniugale per far ritorno al convento.
Qui scopre che è nato il bambino e che Maria è finalmente felice, avendo rinunciato ai suoi propositi di suicidio. Maria ritiene che se questa esperienza è servita a cambiare Anselmo in un giorno, Anselmo non può abbandonare Donata senza aiutare anche lei a cambiare il suo modo di vedere le cose. E infatti quando Anselmo ritorna a casa della moglie capisce che Donata ha rinunciato a recitare la sua parte di conformista ed è pronta ad amarlo con tutto il suo cuore.

## Accoglienza

### Critica
Il film ebbe un esito commerciale disastroso, che indusse i produttori a ritirare il film e ripresentarlo qualche tempo dopo con un altro titolo; fu tuttavia apprezzato dalla critica.
(Ennio Flaiano)
(vice, La Stampa, 17 febbraio 1950)
(Giuseppe Rausa)